# Arjan Hut
Arjan Hut (Drachten, 19 januari 1976) is een Friese schrijver en dichter. Hij werkt ook onder het pseudoniem Goaitsen Andringa. Hij schrijft vooral in het Fries en soms ook in het Nederlands. 
In de jaren 2005/2006 was Hut stadsdichter van Leeuwarden. Hij was van 2005 tot 2007 bij Omrop Fryslân. Zijn werk wordt in het begin omschreven als donker-romantisch, surrealistisch, dromerig en zelfs occult. Hut was een van de oprichters van het literaire internettijdschrift Doar. Hij is opgegroeid in Surhuisterveen en woont in Leeuwarden. In 2023 werd hij benoemd tot Dichter fan Fryslân.

## Boekpublicaties
- 2004 - Nachtswimmers (gedichten)
- 2006 - Doar-boek (red., met Elizabeth Hietkamp, Friestalige bundel met proza, poëzie en besprekingen)
- 2006 - Poëtisch Leeuwarden (red., gedichtenbundel)
- 2007 - 0506 (gedichten)
- 2007 - Toe no. Ferhalen foar bern dy't der om freegje (red., met Elizabeth Hietkamp, verhalenboek voor kinderen)
- 2008 - Onferjitlik Lok (columns)
- 2009 - Goeie (taalgids, met Elizabeth Hietkamp)
- 2010 - Tin (gedichten)
- 2016 - Aurora Bossa Nova (gedichten)
- 2018 - Ik hâld fan it lûd fan in trein yn de fierte (Cityboek, audio)
- 2020 - Fjoertoer yn it wâld (gedichten)
- 2023 - Ien tel de ierde stil (gedichten)

Werk van Arjan Hut is ook te lezen in de bloemlezing Droom in een blauwe regenjas (2004), de drietalige (Fries/Nederlands/Engels) bundel Gjin grinzen-De reis/Geen grenzen-de reis (2004) en De honderd mooiste Friese gedichten (2006), Het Goud op de weg (2008) & Spiegel van de Friese poëzie (2008).